# 1601 en France
Chronologie de la France
- 1597
- 1598
- 1599
- 1600
- 1601
- 1602
- 1603
- 1604
- 1605

## Événements
- 17 janvier : la guerre franco-savoyarde se termine par le traité de Lyon avec Charles-Emmanuel Ier de Savoie, négocié par le diplomate Pierre Jeannin ; il met Lyon à l’abri d’éventuelles incursions de la Savoie, la France acquiert la Bresse, le Bugey, le Valromey et le Pays de Gex, intégrés à la Bourgogne. La Savoie acquiert le marquisat de Saluces. Nice reste à la Savoie. Les Français font miroiter à la Savoie le Milanais espagnol et garantissent l’indépendance de Genève[1].

- 9 mars : sur ordre du duc de Savoie, Jacques de Bouvens remet la citadelle de Bourg-en-Bresse au maréchal de Biron après sept mois de siège[2].

- 13 avril : le Roi nomme par lettres patentes une commission pour s’occuper des questions industrielles et commerciales ; elle est invitée à examiner le projet de Laffemas de doter la France d’une sériciculture et d’une industrie de la soie[3].
- 18 avril : début de la reconstruction de la Cathédrale Sainte-Croix d’Orléans[4].
- Avril : la manufacture façon de Flandre du Roy est ouverte à Paris. Les Flamands Marc Coomans et Frans Van der Planken (Marc de Comans et François de La Planche) travaillent en basse lisse dans les locaux d’une teinturerie de la famille des Gobelins près de la Bièvre[5].

- 3 mai : affaire de la pancarte à Poitiers ; Pierre Damours, conseiller d’État commis par le roi venu lever la taxe d’un sou par livre sur toutes les denrées et marchandises doit se réfugier à Châtellerault[6]. Durant l’été, il parvient à imposer la pancarte à Poitiers et dans l’ouest. Les troubles contre les nouveaux impôts reprennent dans les provinces au début de 1602, notamment à La Rochelle et Limoges[7].
- 31 mai : premier tournoi connu de joutes nautiques à Agde à l'occasion de la venue du duc de Montmorency[8].

- Juin : édit de Fontainebleau sur les mines et minières[9].

- 25 août : établissement d’une nouvelle chambre de justice[10].

- 16 octobre : ouverture de l’assemblée politique des protestants à Sainte-Foy[11].

- Décembre : édit réglementant l’artillerie (monopole royal sur la fabrication et l’usage des poudres)[12].

- Intervention militaire française pour impressionner les Espagnols qui assiègent Ostende tenue par les Hollandais[13].

- Évacuation des ordures parisiennes par tombereaux en vertu du bail général pour le nettoiement des rues de 1601[14].

## Naissances en 1601
- 27 septembre : le futur Louis XIII, à Fontainebleau, premier fils du roi Henri IV et de la reine Marie de Médicis.

## Décès en 1601
- x